# Mistrzostwa Ameryki Południowej i Centralnej w Piłce Ręcznej Mężczyzn 2024
Mistrzostwa Ameryki Południowej i Centralnej w Piłce Ręcznej Mężczyzn 2024 – trzecie mistrzostwa Ameryki Południowej i Centralnej w piłce ręcznej mężczyzn, oficjalny międzynarodowy turniej piłki ręcznej o randze mistrzostw kontynentu zorganizowany przez COSCABAL mający na celu wyłonienie najlepszej męskiej reprezentacji narodowej w Ameryce Południowej i Centralnej. Odbył się w dniach 16–20 stycznia 2024 roku w Buenos Aires. Mistrzostwa były jednocześnie eliminacjami do MŚ 2025.
Sześć uczestniczących zespołów – w tym Kostaryka jako mistrz Ameryki Centralnej – rywalizowało systemem kołowym podczas pięciu meczowych dni w mieszczącej około dwa tysiące kibiców hali La Casa del Handball Argentino, a stawką zawodów było prawo gry na MŚ 2025 dla ich medalistów. Z kompletem zwycięstw w zawodach triumfowała Brazylia, wraz z Argentyną i Chile kwalifikując się jednocześnie do Mistrzostw Świata 2025, królem strzelców został natomiast przedstawiciel triumfatorów, Rudolph Hackbarth.

## Mecze
| 16 stycznia 202415:30 | Chile | 32:16(19:9) | Paragwaj | La Casa del Handball Argentino, Buenos Aires Widzów: 300 Sędzia: Godoy, Magalhães |
| 16 stycznia 202415:30 |       | 32:16(19:9) |          | La Casa del Handball Argentino, Buenos Aires Widzów: 300 Sędzia: Godoy, Magalhães |

| 16 stycznia 202418:00 | Brazylia | 41:16(22:5) | Urugwaj | La Casa del Handball Argentino, Buenos Aires Widzów: 400 Sędzia: Converse, Correa |
| 16 stycznia 202418:00 |          | 41:16(22:5) |         | La Casa del Handball Argentino, Buenos Aires Widzów: 400 Sędzia: Converse, Correa |

| 16 stycznia 202420:30 | Argentyna | 41:13(21:8) | Kostaryka | La Casa del Handball Argentino, Buenos Aires Widzów: 2 100 Sędzia: Lemes, Sosa |
| 16 stycznia 202420:30 |           | 41:13(21:8) |           | La Casa del Handball Argentino, Buenos Aires Widzów: 2 100 Sędzia: Lemes, Sosa |

| 17 stycznia 202415:30 | Paragwaj | 22:57(11:26) | Brazylia | La Casa del Handball Argentino, Buenos Aires Widzów: 320 Sędzia: Lenci, López |
| 17 stycznia 202415:30 |          | 22:57(11:26) |          | La Casa del Handball Argentino, Buenos Aires Widzów: 320 Sędzia: Lenci, López |

| 17 stycznia 202418:00 | Kostaryka | 12:35(6:19) | Chile | La Casa del Handball Argentino, Buenos Aires Widzów: 300 Sędzia: Lemes, Sosa |
| 17 stycznia 202418:00 |           | 12:35(6:19) |       | La Casa del Handball Argentino, Buenos Aires Widzów: 300 Sędzia: Lemes, Sosa |

| 17 stycznia 202420:30 | Urugwaj | 17:32(8:14) | Argentyna | La Casa del Handball Argentino, Buenos Aires Widzów: 1 000 Sędzia: Godoy, Magalhães |
| 17 stycznia 202420:30 |         | 17:32(8:14) |           | La Casa del Handball Argentino, Buenos Aires Widzów: 1 000 Sędzia: Godoy, Magalhães |

| 18 stycznia 202415:30 | Urugwaj | 24:26(13:13) | Paragwaj | La Casa del Handball Argentino, Buenos Aires Widzów: 100 Sędzia: Conberse, Correa |
| 18 stycznia 202415:30 |         | 24:26(13:13) |          | La Casa del Handball Argentino, Buenos Aires Widzów: 100 Sędzia: Conberse, Correa |

| 18 stycznia 202418:00 | Brazylia | 47:11(25:4) | Kostaryka | La Casa del Handball Argentino, Buenos Aires Widzów: 350 Sędzia: Lenci, López |
| 18 stycznia 202418:00 |          | 47:11(25:4) |           | La Casa del Handball Argentino, Buenos Aires Widzów: 350 Sędzia: Lenci, López |

| 18 stycznia 202420:30 | Argentyna | 27:27(15:14) | Chile | La Casa del Handball Argentino, Buenos Aires Widzów: 1 800 Sędzia: Godoy, Magalhães |
| 18 stycznia 202420:30 |           | 27:27(15:14) |       | La Casa del Handball Argentino, Buenos Aires Widzów: 1 800 Sędzia: Godoy, Magalhães |

| 19 stycznia 202415:30 | Kostaryka | 23:38(6:20) | Urugwaj | La Casa del Handball Argentino, Buenos Aires Widzów: 150 Sędzia: Godoy, Magalhães |
| 19 stycznia 202415:30 |           | 23:38(6:20) |         | La Casa del Handball Argentino, Buenos Aires Widzów: 150 Sędzia: Godoy, Magalhães |

| 19 stycznia 202418:00 | Chile | 28:34(12:15) | Brazylia | La Casa del Handball Argentino, Buenos Aires Widzów: 350 Sędzia: Lenci, López |
| 19 stycznia 202418:00 |       | 28:34(12:15) |          | La Casa del Handball Argentino, Buenos Aires Widzów: 350 Sędzia: Lenci, López |

| 19 stycznia 202420:30 | Argentyna | 47:16(21:8) | Paragwaj | La Casa del Handball Argentino, Buenos Aires Widzów: 1 800 Sędzia: Lemes, Sosa |
| 19 stycznia 202420:30 |           | 47:16(21:8) |          | La Casa del Handball Argentino, Buenos Aires Widzów: 1 800 Sędzia: Lemes, Sosa |

| 20 stycznia 202415:30 | Paragwaj | 35:29(16:13) | Kostaryka | La Casa del Handball Argentino, Buenos Aires Widzów: 420 Sędzia: Conberse, Correa |
| 20 stycznia 202415:30 |          | 35:29(16:13) |           | La Casa del Handball Argentino, Buenos Aires Widzów: 420 Sędzia: Conberse, Correa |

| 20 stycznia 202418:00 | Chile | 29:18(13:10) | Urugwaj | La Casa del Handball Argentino, Buenos Aires Widzów: 1 900 Sędzia: Lenci, López |
| 20 stycznia 202418:00 |       | 29:18(13:10) |         | La Casa del Handball Argentino, Buenos Aires Widzów: 1 900 Sędzia: Lenci, López |

| 20 stycznia 202420:30 | Brazylia | 28:26(13:14) | Argentyna | La Casa del Handball Argentino, Buenos Aires Widzów: 2 000 Sędzia: Lemes, Sosa |
| 20 stycznia 202420:30 |          | 28:26(13:14) |           | La Casa del Handball Argentino, Buenos Aires Widzów: 2 000 Sędzia: Lemes, Sosa |